# Torregöl (Nottebäcks socken, Småland)
Torregöl är en sjö i Uppvidinge kommun i Småland och ingår i Mörrumsåns huvudavrinningsområde.